# 서울 선잠단지
서울 선잠단지(서울 先蠶壇址)는 대한민국 서울특별시 성북구 성북동에 있는 조선 시대에 중국 고대 황제의 황비 서릉씨를 누에신(잠신蠶神)으로 모시고 제사를 지내던 곳이다. 1963년 1월 21일 대한민국의 사적 제83호로 지정되었다.

## 개요(서울 선잠단지)
누에치기를 처음 했다는 중국 고대 황제의 황비 서릉씨를 누에신(잠신蠶神)으로 모시고 제사를 지내던 곳이다. 이 단은 고려 성종 2년(983)에 처음 쌓은 것으로, 단의 앞쪽 끝에 뽕나무를 심고 궁중의 잠실(蠶室)에서 누에를 키우게 하였다.
세종대왕은 누에를 키우는 일을 크게 장려했는데, 각 도마다 좋은 장소를 골라 뽕나무를 심도록 하였으며, 한 곳 이상의 잠실을 지어 누에를 키우도록 하였다. 그러다가 중종 원년(1506)에는 여러 도에 있는 잠실을 서울 근처로 모이도록 하였는데 지금의 강남 잠실이 바로 옛 잠실들이 모여 있던 곳이다.
선잠단의 설치 이후 매년 3월에 제사를 지내다가 1908년 잠신이 의지할 자리인 신위를 사직단으로 옮기면서 지금은 그 터만이 남게 되었다.

## 같이 보기
- 사직단

## 참고 자료
- 서울 선잠단지 - 국가유산청 국가유산포털